# Bathyraja murrayi
Bathyraja murrayi es una especie de pez de la familia de los Rajidae en el orden de los Rajiformes.

## Morfología
Los machos pueden llegar a alcanzar los 60 cm de longitud total.

## Reproducción
Es ovíparo y las hembras ponen huevos envueltos en una cápsula córnea.

## Hábitat
Es un pez de mar y de Clima polar (48 ° S-54 ° S, 63 ° E-79 ° E) y demersal.

## Distribución geográfica
Se encuentra en el Océano Antártico. 

## Observaciones
Es inofensivo para los humanos. 